# 2019年千葉市議会議員選挙
2019年千葉市議会議員選挙（2019ねんちばしぎかいぎいんせんきょ）は、千葉市の議決機関である千葉市議会を構成する議員を全面改選するために行われる選挙で、第19回統一地方選挙の前半戦投票日である4月7日に投票が行われた。

## 概要
市議会議員の任期4年が満了したことに伴って実施された。6選挙区50議席に対して65名が立候補した。

## 基礎データ
- 選挙事由：任期満了
- 告示日：2019年3月29日
- 投票日：2019年4月7日
- 議員定数：50人
- 選挙区：6選挙区
- 候補者数：65名

## 当選した議員
自民党 
 公明党 
 共産党 
 国民民主党   立憲民主党 
 市民ネットワーク千葉県   無所属 
| 中央区   | 亀井琢磨   | 宇留間又衛門 | 岡田慎     | 蛭田浩文   | 森山和博   | 植草毅   | 酒井伸二 | 向後保雄   | 中島賢治 | 福永洋   |
| 若葉区   | 青山雅紀   | 小川智之     | 石橋毅     | 野本信正   | 秋山陽     | 岩崎明子 | 麻生紀雄 | 秋葉忠雄   |          |          |
| 花見川区 | 三瓶輝枝   | 川村博章     | 村尾伊佐夫 | 石川弘     | 川岸俊洋   | 中村公江 | 段木和彦 | 盛田真弓   | 桜井崇   | 岩井雅夫 |
| 緑区     | 近藤千鶴子 | 三須和夫     | 森茂樹     | 石井茂隆   | 椛澤洋平   | 白鳥誠   |          |            |          |          |
| 稲毛区   | 阿部智     | 桜井秀夫     | 小坂さとみ | 茂手木直忠 | 小松崎文嘉 | 安喰初美 | 渡辺忍   | 川合隆史   |          |          |
| 美浜区   | 米持克彦   | 田畑直子     | 鷲見隆仁   | 岩井美春   | 橋本登     | 伊藤康平 | 伊藤隆広 | 松井佳代子 |          |          |

### 補欠選挙
| 年     | 月  | 選挙区 | 当選者     | 当選政党               | 欠員     | 欠員政党   | 欠員事由         |
| ------ | --- | ------ | ---------- | ---------------------- | -------- | ---------- | ---------------- |
| 2021年 | 3月 | 若葉区 | 前田健一郎 | 自由民主党             | 秋葉忠雄 | 自由民主党 | 死去             |
| 2021年 | 3月 | 若葉区 | 山田京子   | 市民ネットワーク千葉県 | 小川智之 | 自由民主党 | 千葉市長選挙出馬 |